# 144
144 (CXLIV) var ett skottår som började en tisdag i den julianska kalendern.

## Händelser

### Okänt datum
- Antoninus mur i nuvarande Skottland står färdig.
- Romarna inleder ett fälttåg i Mauretanien.
- Polycarpus II efterträds som patriark av Konstantinopel av Athendodorus.
- Markion av Sinope blir bannlyst, varefter en sekt, markionism, uppstår ur hans läror.
- Den östkinesiska Handynastins Hanan-era ersätts av Jiankang-eran.
- Han Shundi efterträds som kejsare av Kina av Han Chongdi.

## Avlidna
- Han Shundi, kinesisk kejsare av Handynastin